# Witold Kotowski
Witold Kotowski, ps. Henryk (ur. 26 sierpnia 1899 w Łodzi, zm. 16 listopada 1988) – polski adwokat, redaktor, pisarz, działacz społeczny.

## Życiorys
Urodził się w rodzinie Józefa Kotowskiego (zm. 1922), urzędnika administracji, a następnie adwokata w Ługańsku. Miał siostrę Zofię po mężu Gernand. Ukończył gimnazjum w Ługańsku. Po śmierci ojca w powrócił do Polski. Podjął pracę najpierw w Ministerstwie Sprawiedliwości, a następnie w Urzędzie Skarbowym w Warszawie. Równocześnie studiował na Wydziale Prawa Uniwersytetu Warszawskiego. Po ukończeniu w 1927 roku studiów rozpoczął aplikację sądową w sądzie grodzkim i okręgowym w Warszawie. W 1929 roku rozpoczął aplikację adwokacką. Po zdaniu egzaminu wpisany został 7 kwietnia 1932 roku na listę adwokatów z siedzibą w Łodzi. Uchwałą z 25 maja 1938 roku powołany na członka Rady Adwokackiej w Warszawie, a uchwałą RA w Warszawie z 6 września 1938 roku na przewodniczącego Delegatury Łódzkiej RA w Warszawie. Był członkiem Stronnictwa Narodowego.
Po wybuchu II wojny światowej, po zajęciu Łodzi przez Niemców, musiał uchodzić z rodzinnego miasta po zdekonspirowaniu podziemnej organizacji (był pierwszym delegatem Delegatury Rządu na okręg łódzki). Początkowo przebywał w Warszawie, a następnie do końca okupacji we wsi pod Czarnocinem.
Po wojnie wrócił do Łodzi i rozpoczął praktykę adwokacką. Za przynależność do nielegalnej organizacji Stronnictwo Narodowe został aresztowany 28 grudnia 1946 roku, a następnie skazany wyrokiem Wojskowego Sądu Rejonowego w Łodzi z 19 lipca 1947 roku na karę 10 lat więzienia, utratę praw publicznych i obywatelskich praw honorowych na przeciąg lat 5 oraz przepadek całego mienia. W związku z amnestią i warunkowym zwolnieniem, pod koniec 1951 roku wyszedł na wolność. Podjął pracę jako chałupnik w spółdzielni inwalidów, następnie w Zakładach Ceramiki Budowlanej w Andrespolu, a od początku 1955 roku w wojewódzkim oddziale w Łodzi redakcji „Słowa Powszechnego”. 30 maja 1957 roku został wpisany na listę adwokatów Izby Łódzkiej. Od 28 czerwca 1957 do dnia 30 września 1970 roku (gdy zakończył wykonywanie zawodu adwokackiego) był członkiem Zespołu Adwokackiego Nr 4 w Łodzi.
Jako literat zasłynął opracowaniami na temat Władysława Reymonta (m.in. książka Pod wiatr. Młodość Reymonta, Łódź 1979, a także liczne artykuły), którego korespondencję i dokumenty rodzinne zbadał w archiwach warszawskich przed wybuchem powstania warszawskiego, w trakcie którego zostały zniszczone. Publikował też na wiele innych tematów, zarówno prawniczych, jak i społeczno-literackich.
Działał w Społecznym Komitecie Przeciwalkoholowym, w którym pełnił szereg funkcji, zarówno w Oddziale Wojewódzkim w Łodzi, jak i Zarządzie Głównym w Warszawie (członek Prezydium Zarządu Głównego). Od 1977 roku był członkiem Klubu Adwokatów Pisarzy.
Był mężem Aleksandry, z którą miał syna Wojciecha.

## Ordery o odznaczenia
- Krzyż Kawalerski Orderu Odrodzenia Polski (1978)
- Złoty Krzyż Zasługi (1974)
- Honorowa Odznaka Miasta Łodzi (1969)
- Odznaka Honorowa Społecznego Komitetu Przeciwalkoholowego (1970)
- Medal XXX-lecia Społecznego Komitetu Przeciwalkoholowego (1978)

Źródło.